# پیوه لیگوره
پیوه لیگوره (به ایتالیایی: Pieve Ligure) یک کومونه در ایتالیا است که در استان جنوا واقع شده‌است. پیوه لیگوره ۳٫۴ کیلومتر مربع مساحت و ۲٬۵۷۸ نفر جمعیت دارد و ۱۶۸ متر بالاتر از سطح دریا واقع شده‌است.